# Dogma (fogalom)
A dogma (görögül: δόγμα) egy vallás, ideológia vagy más szerveződés megkérdőjelezhetetlen doktrínája vagy meggyőződése. A görög filozófia nyelvében általánosan vagy valamely filozófiai iskola által elfogadott tantétel.
A dogma szó a görög „dokein” igére vezethető vissza. Dokein annyit jelent: „hinni”,  „vélni”, „helyesnek tűnni”, „elhatározni”. A „dogma” főnév fő jelentése: „ami helyesnek bizonyult”.  Az ókorban használták személyre és tanra vonatkoztatva egyaránt.  Az ókorban volt egy mellékjelentése is:  egy uralkodó személy döntése, határozata, törvénye.  (Ez utóbbi jelentésben fordul elő többször a görög nyelvű Bibliában is a dogma szó.)

## A dogma köznyelvi értelemben
A dogma tágabb, köznyelvi értelemben: bármely tudományos, politikai, társadalmi vagy más tétel, vélemény, elv, amelyet túlzott tekintély véd; amelyet vizsgálni, vitatni vagy kétségbe vonni nem szabad. 
A köznyelvben főként pejoratív értelemben szokás használni ezt a szót.  Szembeállítva a  világi tudományos gondolkodásmóddal, mely szerint összeférhetetlen bármilyen tézis eleve megkérdőjelezhetetlensége. Elvben minden tudományos és filozófia tételnek vitathatónak és cáfolhatónak kell lennie.

## Dogma a vallásokban
A vallási dogmák általában valóságos (vagy annak vélt) eseményeken, cselekedeteken alapulnak, de nagy szerepet kap kialakulásukban a hit is. A dogmák szerepét a vallásban és az egyházban talán Aquinói Szent Tamás fejezte ki a legjobban, amikor a Summa Theologiae-ban ezt írta: "Ha vitapartnerünk semmit nem ismer el isteni kinyilatkoztatásúnak, akkor nincs lehetőség arra, hogy a hit alapkérdéseit érveléssel alátámasszuk".
Dogmák a világ számos vallásában találhatók, a kereszténység és az iszlám a dogmákat a vallás szerves, központi részének tekintik, olyan vallási tételeknek, amelyeket minden hívőnek el kell fogadni. A vallás alapvető részeként a "dogma" megnevezést általában olyan vallási tételekre értik, amelyeket bizonyítottnak, jól alátámasztottnak tartanak, ami azt is jelenti, hogy ha egy hívő valamely dogmának számító tételt kezdi vitatni, akkor lényegében elszakad az adott vallástól. A dogmát a többi teológiai véleménytől az különbözteti meg, hogy a teológiai kutatások, tanulmányok általában kifejthetik, tisztázhatják egy dogma lényegét vagy valamely részletét, de annak nem mondhatnak ellent. Bizonyos vallásokban a dogmák elutasítása eretnekségnek számít és a vallási csoportból való kizáráshoz vagy akár súlyosabb büntetésekhez is vezethet.

### Katolikus egyház
A katolikus egyház mai nyelvhasználata szerint a dogma a katolikus hittételek egyik fajtája.
A katolikus egyház dogmatikájában a hittani tételeket bizonyosságuk és kötelező erejük szerint minősíteni szokták.
Vannak olyan hittételek például, melyeket „Sententia pia (jámbor vélemény)” jelzettel szoktak ellátni. Ezek igazságtartalma lehetséges, de egyáltalán nem biztos, ezért a katolikus hívők számára elfogadásuk egyáltalán nem kötelező. A dogma viszont a minősítési skála ellentétes oldalán foglal helyet: olyan hittétel, amely teológiai szempontból teljesen bizonyos állítás, ezért annak elfogadása minden katolikus hívő számára kötelező.
Szokásos meghatározás szerint:
„A dogma olyan tétel, amelyet az egyházi tanítóhivatal mint Istentől kinyilatkoztatott igazságot közöl és hirdet, ezért annak tudatos tagadása vagy visszautasítása eretnekségnek számít.”
Az egyházi tanítóhivatal definitív döntései lényegüket illetően nem módosíthatók, ugyanakkor alá vannak vetve az emberi igazságmegismerés történelmiségének, ki vannak téve félreértéseknek, a nyelv megváltozásának stb. Egy dogmát voltaképpeni, szándékolt értelmében és tartalmában sohasem lehet „visszamenőleg” elutasítani tévedésként; de „előre haladva” mindig „módosítható”, vagyis mindig meg lehet fogalmazni teljesebben vagy és helyesebben. Tehát lehet beszélni dogmafejlődésről.
Az a tény, hogy a dogma tartalma a kihirdetését követően ugyan jobban „kifejthető”, de vissza nem vonható, és az a tény, hogy a dogmát elutasító hívő önmagát zárja ki az egyházból, azt jelenti, hogy egy hittétel dogmaként történő kihirdetése komoly következményekkel járó esemény. Köti a hívőt és köti a kihirdetőt is. Mindez arra készteti az egyházi tanítóhivatalt, hogy alaposan megfontolja, mikor nyilvánít egy hittételt dogmává. Newman bíboros úgy fogalmazott, még az I. vatikáni zsinat idejében, hogy a dogmává nyilvánítás olyan, mint a legveszélyesebb gyógyszer, amit csak a legsúlyosabb bajban szabad alkalmazni.
Ugyanakkor érdemes azt is tekintetbe venni: A katolikus tanítás szerint a dogma olyan igazság, amely isteni kinyilatkozáson alapul, ezért  csak a hit szabad döntési aktusában lehet helyesen meghallani és felfogni .  A katolikus hit szerint a kinyilatkoztatás nem csupán beszéd, hanem az üdvösség eseménye:  Isten saját magát közli (osztja meg) az emberrel. Ezért ez a közlés nem pusztán egy tétel valamiről, hanem olyan tanítás, amelyet az ember a kegyelemben (Isten önközlése) elfogad. Ezért a katolikus gondolkodás szerint nem ellentétes az ember lényegével sem a történeti kinyilatkoztatás, sem a dogmák elfogadása.

### Keleti keresztény egyházak
A keleti keresztény egyházak számára az alapvető dogmákat a nikaiai hitvallás fogalmazza meg,  illetve további két, három vagy hét ökumenikus zsinat kánonjai (az adott egyháztól függ a pontos szám). A katolikus egyház számára további 14 későbbi zsinat döntései is dogmának számítanak, illetve két további, a pápa által megfogalmazott hittétel (ezek a szeplőtelen fogantatás és Mária mennybevétele).

### Protestantizus
A protestáns egyházak különböző mértékben vették át vagy tartották meg a katolikus dogmákat, ezeket nemritkán egyházanként eltérő hitvallások foglalják össze. Egyes felekezetek dogma helyett "doktrína" néven utalnak az alapvető hittételekre.

### Iszlám
Az iszlámban az alapvető hitvallásokat, a dogmákat az aqidah foglalja össze.

## Politikai célú dogmák
Bár a dogmák alapvetően vallási jellegűek, időről időre előfordultak a történelem során politikai jelleggel is. Így Egyiptomban, ahol megkérdőjelezhetetlen volt a Fáraó isteni léte. Később a kommunista és fasiszta diktatúrákban a vezetők tévedhetetlensége és jósága.
De ugyanilyen politikai dogmának tekinthető Törökországban az örmény holokauszt nem léte, vagy számos európai országban a holokauszt léte, melynek tagadását törvények büntetik.

## A „dogmatikus” kifejezés jelentése
A dogma hétköznapi  szóhasználatából ered a legtöbbször pejoratív értelemben használt, emberekre vagy gondolkodásmódra alkalmazott dogmatikus jelző, ami annyit jelent:  a hivatalosan jóváhagyott vagy tekintélyektől szentesített tételekhez ragaszkodó, önállótlan, kételyt és ellenvetést nem ismerő és nem engedő.
A (párt)politikai nyelvhasználatban a dogmatikus jelző jelentése: egy ideológiai irányzathoz mereven ragaszkodó, a változó körülményekhez pragmatikusan alkalmazkodni képtelen viselkedésmód. A köznapi értelemben dogmatikusnak nevezett személyeket gyakran nevezik fundamentalistáknak.